# NGC 6052
NGC 6052 (auch bekannt als Mrk 297, Arp 209 und VV 86) ist eine etwa 216 Millionen Lichtjahre entfernte, leuchtkräftige Infrarotgalaxie (LIRG) im Sternbild Herkules am Nordsternhimmel. Es handelt sich um zwei verschmelzende Galaxien (NGC 6052-1/2). Im Infraroten erreicht das Objekt eine Leuchtkraft von 1111 L☉. 
Halton Arp gliederte seinen Katalog ungewöhnlicher Galaxien nach rein morphologischen Kriterien in Gruppen. Diese Galaxie gehört zu der Klasse Galaxien mit Unregelmäßigkeiten, Absorption und Auflösung.
Das Objekt wurde 1864 vom deutschen Astronomen Albert Marth entdeckt und ist im New General Catalogue (NGC 6052) verzeichnet. Der Eintrag NGC 6064 im NGC bezieht sich ebenfalls auf dieses Objekt; dieser Eintrag geht auf eine Beobachtung von dem deutsch-britischen Astronomen Wilhelm Herschel vom 11. Juni 1784 zurück.

## NGC 6052-Gruppe (LGG 403)
| Galaxie   | Alternativname | Entfernung/Mio. Lj |
| --------- | -------------- | ------------------ |
| NGC 5975  | PGC 55739      | 200                |
| NGC 6008  | PGC 56289      | 222                |
| NGC 6020  | PGC 56467      | 197                |
| NGC 6052  | PGC 57039      | 216                |
| NGC 6030  | PGC 56750      | 201                |
| NGC 6032  | PGC 56842      | 196                |
| NGC 6060  | PGC 57110      | 203                |
| NGC 6073  | PGC 57353      | 212                |
| IC 1132   | PGC 55750      | 206                |
| PGC 57125 | UGC 10197      | 211                |
| PGC 56636 | UGC 10127      | 221                |
| PGC 57199 | UGC 10211      | 199                |
| PGC 57117 | CGCG 137-37    | 202                |